# هانس بنو برنولی
 هانس بنو برنولی (انگلیسی: Hans Benno Bernoulli؛ ۱۷ فوریهٔ ۱۸۷۶ – ۱۲ سپتامبر ۱۹۵۹) یک معمار و برنامه‌ریز شهری اهل سوئیس بود.